# Śląsko-Małopolski Oddział Straży Granicznej
Śląsko-Małopolski Oddział Straży Granicznej imienia nadkom. Józefa Bocheńskiego z siedzibą w Raciborzu – zlikwidowany oddział Straży Granicznej ochraniający granicę państwową z Republiką Czeską i Republiką Słowacką.

## Formowanie i zmiany organizacyjne
Śląsko-Małopolski Oddział Straży Granicznej powstał 1 lipca 2013 na bazie Śląskiego Oddziału Straży Granicznej. 
1 stycznia 2014 został połączony z Karpackim Oddziałem Straży Granicznej.
Decyzją Ministra Spraw Wewnętrznych 23 maja 2014 Józef Bocheński został patronem Śląsko-Małopolskiego Oddziału Straży Granicznej z siedzibą w Raciborzu i oddział otrzymał sztandar.
Zarządzeniem nr 102 Komendanta Głównego Straży Granicznej z 17 grudnia 2014 został określony symbol Śląsko-Małopolskiego Oddziału Straży Granicznej.
Zgodnie z Rozporządzeniem Ministra Spraw Wewnętrznych i Administracji z 27 kwietnia 2016 w sprawie utworzenia Karpackiego Oddziału Straży Granicznej oraz zmiany rozporządzenia w sprawie utworzenia oddziałów Straży Granicznej (Dz.U. z 2 maja 2016) Śląsko-Małopolski Oddział Straży Granicznej z 1 września 2016 zmienił nazwę na Śląski Oddział Straży Granicznej.

## Zasięg terytorialny
Zasięg terytorialny Śląsko-Małopolskiego Oddziału SG obejmował trzy województwa: opolskie, śląskie i od 1 stycznia 2014 małopolskie. ŚMOSG odpowiadał za administrowanie odcinka południowej granicy Rzeczypospolitej Polskiej. Był to odcinek granicy państwowej o długości blisko 765 km z czego 358,04 km z Republiką Czeską i 406,92 km granicy z Republiką Słowacką.

## Struktura organizacyjna
Komendą oddziału kierował Komendant Oddziału przy pomocy zastępców Komendanta Oddziału, głównego księgowego oraz kierowników komórek organizacyjnych komendy oddziału.
W skład komendy oddziału wchodziły komórki organizacyjne, o których mowa poniżej oraz stanowiska radców prawnych i kapelana, które były bezpośrednio nadzorowane przez Komendanta Oddziału.
Komórkami organizacyjnymi komendy oddziału były:
- Wydział Graniczny
  - Punkt Kontaktowy dla Wspólnej Placówki w Chotebuz
  - Centrum Współpracy Policyjnej i Celnej w Trstena
- Wydział Operacyjno-Śledczy
- Wydział do Spraw Cudzoziemców
- Wydział Koordynacji Działań
- Wydział Łączności i Informatyki
- Wydział Kadr i Szkolenia
- Pion Głównego Księgowego
- Wydział Techniki i Zaopatrzenia
- Wydział Ochrony Informacji
- Wydział Kontroli i Audytu Wewnętrznego
- Wydział Analiz, Informacji i Współpracy Międzynarodowej
- Służba Zdrowia Śląsko-Małopolskiego Oddziału Straży Granicznej z siedzibą w Raciborzu.

Źródło:
W terytorialnym zasięgu działania oddziału terenowymi organami Straży Granicznej był komendant oddziału i komendanci placówek.

## Placówki Straży Granicznej będące w strukturze ŚMOSG
- Placówka Straży Granicznej w Raciborzu (1.07.2013–31.10.2013)
- Placówka Straży Granicznej w Cieszynie (1.07.2013–31.12.2013)
- Placówka Straży Granicznej w Opolu
- Placówka Straży Granicznej w Rudzie Śląskiej
- Placówka Straży Granicznej w Katowicach-Pyrzowicach – obsługuje przejście graniczne Katowice-Pyrzowice w Międzynarodowym Porcie Lotniczym[2]
- Placówka Straży Granicznej w Bielsku-Białej (1.01.2014[3]–15.05.2016).
- Placówka Straży Granicznej w Tarnowie[4] (1.01.2014[3]–15.05.2016)
- Placówka Straży Granicznej w Zakopanem[5] (1.01.2014)[3]–15.05.2016)
- Placówka Straży Granicznej w Krakowie-Balicach[6]obsługujące przejście graniczne Kraków-Balice w Międzynarodowym Porcie Lotniczym (1.01.2014–15.05.2016)[3].

## Komendanci oddziału

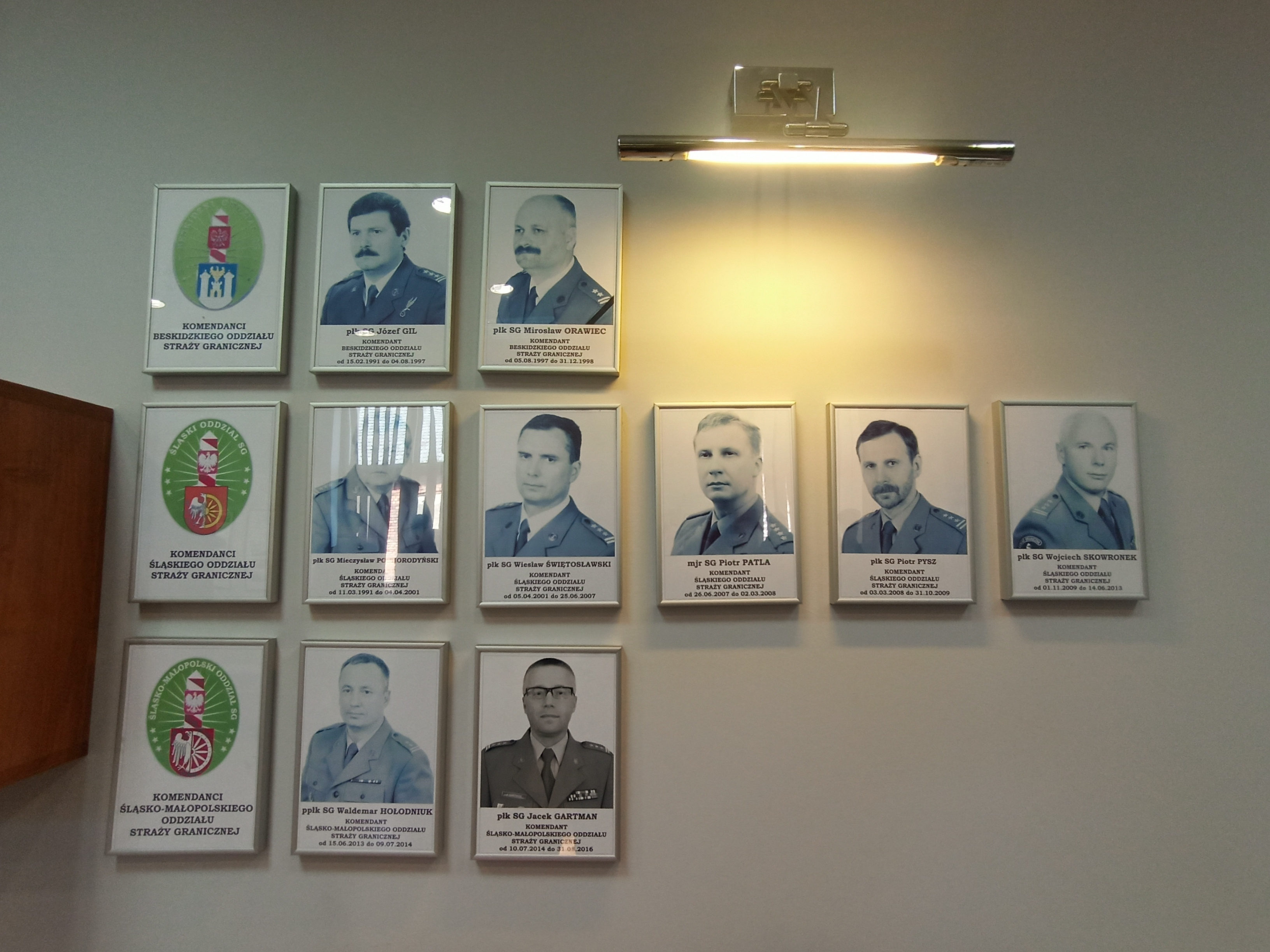
Izba tradycji ŚlOSG, komendanci oddziałów SG: Beskidzkiego, Śląskiego i Śląsko-Małopolskiego (luty 2024)

- ppłk SG Waldemar Hołodniuk (1.07.2013–9.07.2014)
- płk SG Jacek Gartman (10.07.2014–31.08.2016).